# باشگاه والیبال اورال اوفا
باشگاه والیبال اورال اوفا (به روسی: Волейбольный клуб Урал) باشگاه والیبال مستقر در اوفا روسیه است.
این باشگاه در سال ۱۹۹۲ تأسیس شد و از سال ۱۹۹۶ در سوپر لیگ روسیه حضور دارد.